# Synolcus griseus
Synolcus griseus là một loài ruồi trong họ Asilidae. Synolcus griseus được Engel miêu tả năm 1927. Loài này phân bố ở vùng nhiệt đới châu Phi.